# Radiolyse
Radiolyse is de dissociatie van moleculen - in het bijzonder watermoleculen - als gevolg van ioniserende straling. Het onder invloed van UV- of zichtbaar licht uiteenvallen (fotolyse) van bijvoorbeeld Cl2 valt er niet onder. Radiolyse speelt een belangrijke rol bij de schadelijke uitwerking van ioniserende straling op organismen.
Radiolyse van het watermolecuul (H2O) kan in drie fasen worden onderverdeeld:
1. Onder invloed van de ioniserende straling raakt een elektron los uit de elektronenschil van het zuurstofatoom, waardoor het ion H2O+  en e−(aq) (een zogeheten gehydrateerd elektron) ontstaan.
2. Het positief geladen watermolecuul valt uiteen in  H+ en een (zeer reactief) hydroxylradicaal ·OH.
3. De bij stap 1 en 2 gevormde producten kunnen vervolgens met elkaar en het aanwezige water reageren, waaruit verschillende verdere producten kunnen ontstaan. Daaronder OH−-ionen (door reactie van gehydrateerde elektronen met water onder vorming van (uiteindelijk) gasvormige moleculaire waterstof), en moleculaire zuurstof, door dimerisatie van OH-radicalen tot waterstofperoxide, dat weer reageert tot water en zuurstof.

Het grootste deel van de DNA-schade die in biologische systemen door ioniserende straling wordt veroorzaakt, is het gevolg van radicalen die vrijkomen bij de hydrolyse van water.
Radiolyse kan optreden in de primaire koelkring van watergekoelde kernreactoren, met name in kokendwaterreactoren. Doordat hierbij waterstof en zuurstof afzonderlijk vrijkomen, bestaat hierbij het gevaar van een knalgasexplosie.
Met autoradiolyse wordt radiolyse die optreedt als gevolg van het radioactief verval van de eigen bestanddelen van de verbinding bedoeld.